# An Đồng (phường)
An Đồng là một phường thuộc quận An Dương, thành phố Hải Phòng, Việt Nam.

## Địa lý
Phường An Đồng nằm ở phía đông nam quận An Dương, cách trung tâm quận khoảng 4 km, có vị trí địa lý:
- Phía đông giáp quận Lê Chân
- Phía tây giáp phường Lê Lợi
- Phía nam giáp phường Đồng Thái
- Phía bắc giáp quận Hồng Bàng.

Phường An Đồng có diện tích 6,95 km², dân số năm 2023 là 25.331 người, mật độ dân số đạt 3.644 người/km².

## Lịch sử
Ngày 7 tháng 4 năm 1966, Chính phủ ban hành Quyết định số 67-CP về việc thành lập huyện An Hải trên cơ sở huyện An Dương và huyện Hải An. Khi đó, xã Đồng Tâm và xã Đồng Tiến thuộc huyện An Hải.
Ngày 14 tháng 2 năm 1987, Hội đồng Bộ trưởng ban hành Quyết định số 33C-HĐBT về việc:
- Thành lập thị trấn An Dương trên cơ sở điều chỉnh 60,48 ha và 897 nhân khẩu của xã Đồng Tâm.
- Thành lập xã An Đồng trên cơ sở xã Đồng Tâm và xã Đồng Tiến.

Xã An Đồng có 633 ha và 6.184 nhân khẩu.
Ngày 20 tháng 12 năm 2002, Chính phủ ban hành Nghị định số 106/2002/NĐ-CP về việc chuyển xã An Đồng thuộc huyện An Hải về huyện An Dương mới đổi tên quản lý.
Ngày 24 tháng 10 năm 2024, Ủy ban Thường vụ Quốc hội ban hành Nghị quyết số 1232/NQ-UBTVQH15 về việc sắp xếp đơn vị hành chính cấp huyện, cấp xã của thành phố Hải Phòng giai đoạn 2023 – 2025 (nghị quyết có hiệu lực từ ngày 1 tháng 1 năm 2025). Theo đó thành lập phường An Đồng thuộc quận An Dương trên cơ sở toàn bộ 6,95 km² diện tích tự nhiên và quy mô dân số là 25.331 người của xã An Đồng.

## Văn hóa
Đình làng Văn Cú thờ Đỗ Vĩ, vợ và hai con trai Đỗ Quang, Đỗ Huy, là những vị tướng nhà Đinh có công dẹp loạn 12 sứ quân, trung thần nhà Đinh chống lại nhà Tiền Lê nên bị hại.